# Parioglossus philippinus
Parioglossus philippinus is een straalvinnige vissensoort uit de familie van wormvissen (Microdesmidae). De wetenschappelijke naam van de soort is voor het eerst geldig gepubliceerd in 1945 door Herre.